# Уейхъ (приток на Хайхъ)
Уейхъ или Вейхъ (на китайски: 渭河; на пинин: Wèi Hé) е река в Северен Китай, в провинции Шанси, Хънан и Хъбей, дясна съставяща на Хайхъ). Дължина около 600 km. Река Уйхъ води началото си от крайните южни части на планината Тайханшан, на 1200 m н.в., в провинция Шанси. В най-горното си течение е типична планинска река и тече в южна посока. След излизането си от планината, на границата с провинция Хънан, навлиза в северната част на Голямата Китайска равнина, завива на изток, а след това на североизток и запазва тази посока до устието си. В центъра на град Тиендзин, на 6 m н.в. се слива с идващата отляво река Юндинхъ и двете заедно образуват дългата 102 km река Хайхъ, вливаща се в залива Бохайван на Жълто море. Долното течение на реката (от град Линцин до устието) е канализирано и е участък от Големия Китайски канал. Основни притоци са Джонхъ и Дзянхъ (леви). Уейхъ има типичен мусонен режим на оттока с максимум през лятото. Водите ѝ се използват на напояване и корабоплаване. Долината ѝ е гъсто населена, като най-големите селища са градовете Синсян, Дъджоу, Цанджоу, Тиендзин.